# Bryum recurvulum
Bryum recurvulum là một loài Rêu trong họ Bryaceae. Loài này được Mitt. mô tả khoa học đầu tiên năm 1859.